# Arthrostylidium youngianum
Arthrostylidium youngianum là một loài thực vật có hoa trong họ Hòa thảo. Loài này được L.G.Clark & Judz. mô tả khoa học đầu tiên năm 1993.